# Before the Worst
Before the Worst is een nummer van de Ierse band The Script uit 2009. Het is vijfde en laatste single van hun titelloze debuutalbum.
Het nummer haalde een bescheiden 37e positie in Ierland, het thuisland van The Script. In de rest van Europa flopte het nummer echter. Het nummer was vooral in Oceanië succesvol.